# The Game Awards 2015
The Game Awards 2015 (сокр. TGA 2015) — вторая по счёту ежегодная церемония награждения The Game Awards, отмечающая достижения в индустрии компьютерных игр и киберспорта. Мероприятие было проведено 3 декабря 2015 года в Microsoft Theater, Лос-Анджелес, США Джеффом Кили. Лауреатом премии «Игра года» стала «Ведьмак 3: Дикая Охота».

## Анонсы
На церемонии было представлено 10 игр, в том числе Batman: The Telltale Series и The Walking Dead: Michonne от Telltale Games, Psychonauts 2 от Double Fine Productions и Rock Band VR от Harmonix. Также были представлены новые трейлеры для грядущих игр, в том числе Far Cry Primal от Ubisoft, Uncharted 4: A Thief’s End от Naughty Dog, Quantum Break от Remedy Entertainment и Star Citizen от Cloud Imperium Games. Кроме того был анонсирован ряд портов и ремастеров, в том числе порт Rocket League на Xbox One и ремастер Shadow Complex.
Шоу смотрело в прямом эфире примерно 2,3 миллиона человек.

## Награды
Номинанты The Game Awards 2015 были объявлены 13 ноября 2015 года. В них могла попасть игра, коммерческий выпуск которой прошёл до 24 ноября 2015 года. Победители были объявлены во время церемонии, 3 декабря 2015 года.

### Награды, присуждаемые жюри
| Игра года Победитель: - «Ведьмак 3: Дикая Охота» Номинанты: - Bloodborne - Fallout 4 - Metal Gear Solid V: The Phantom Pain - Super Mario Maker                                                           | Разработчик года Победитель: - CD Projekt RED Номинанты: - Bethesda Game Studios - FromSoftware - Kojima Productions - Nintendo |
| Лучшая независимая игра Победитель: - Rocket League Номинанты: - Axiom Verge - Her Story - Ori and the Blind Forest - Undertale                                                                           | Лучшая мобильная/портативная игра Победитель: - Lara Croft Go Номинанты: - Downwell - Fallout Shelter - Monster Hunter 4 Ultimate - Pac-Man 256 |
| Лучшее игровое повествование Победитель: - Her Story Номинанты: - Life Is Strange - Tales from the Borderlands - «Ведьмак 3: Дикая Охота» - Until Dawn                                                    | Лучшее визуальное оформление Победитель: - Ori and the Blind Forest Номинанты: - Batman: Arkham Knight - Bloodborne - Metal Gear Solid V: The Phantom Pain - «Ведьмак 3: Дикая Охота» |
| Лучший саундтрек/звуковое оформление Победитель: - Metal Gear Solid V: The Phantom Pain Номинанты: - Fallout 4 - Halo 5: Guardians - Ori and the Blind Forest - «Ведьмак 3: Дикая Охота»                  | Лучшая актёрская игра Победитель: - Вива Сейферт в роли Ханны Смит — Her Story Номинанты: - Эшли Бёрч в роли Хлои Прайс — Life Is Strange - Камилла Ладдингтон в роли Лары Крофт — Rise of the Tomb Raider - Даг Кокл в роли Геральта из Ривии — «Ведьмак 3: Дикая Охота» - Марк Хэмилл в роли Джокера — Batman: Arkham Knight |
| Наибольшее социальное влияние Победитель: - Life Is Strange Номинанты: - Cibele - Her Story - Sunset - Undertale                                                                                          | Лучший шутер Победитель: - Splatoon Номинанты: - Call of Duty: Black Ops III - Destiny: The Taken King - Halo 5: Guardians - Star Wars Battlefront |
| Лучшая приключенческая экшен-игра Победитель: - Metal Gear Solid V: The Phantom Pain Номинанты: - Assassin’s Creed Syndicate - Batman: Arkham Knight - Ori and the Blind Forest - Rise of the Tomb Raider | Лучшая ролевая игра Победитель: - «Ведьмак 3: Дикая Охота» Номинанты: - Bloodborne - Fallout 4 - Pillars of Eternity - Undertale |
| Лучший файтинг Победитель: - Mortal Kombat X Номинанты: - Guilty Gear Xrd -SIGN- - Rise of Incarnates - Rising Thunder                                                                                    | Лучшая семейная игра Победитель: - Super Mario Maker Номинанты: - Disney Infinity 3.0 - Lego Dimensions - Skylanders: SuperChargers - Splatoon |
| Лучшая спортивная/гоночная игра Победитель: - Rocket League Номинанты: - FIFA 16 - Forza Motorsport 6 - NBA 2K16 - Pro Evolution Soccer 2016                                                              | Лучшая многопользовательская игра Победитель: - Splatoon Номинанты: - Call of Duty: Black Ops III - Destiny: The Taken King - Halo 5: Guardians - Rocket League |

Источник:

### Награды, определяемые голосованием зрителей
| Самая ожидаемая игра Победитель: - No Man's Sky Номинанты: - Horizon Zero Dawn - Quantum Break - The Last Guardian - Uncharted 4: A Thief's End | Киберспортсмен года Победитель: - Кенни «KennyS» Шраб (Team EnVyUs — Counter-Strike: Global Offensive) Номинанты: - Ли «Faker» Сан Хёк (SK Telecom T1 — League of Legends) - Олоф «olofmeister» Кайбер (Fnatic — Counter-Strike: Global Offensive) - Питер «ppd» Дагер (Evil Geniuses — Dota 2) - Саид Самаил «Suma1L» Хассан (Evil Geniuses — Dota 2) |
| Киберспортивная команда года Победитель: - OpTic Gaming Номинанты: - Evil Geniuses - Fnatic - SK Telecom T1 - Team SoloMid                      | Киберспортивная игра года Победитель: - Counter-Strike: Global Offensive Номинанты: - Call of Duty: Advanced Warfare - Dota 2 - Hearthstone: Heroes of Warcraft - League of Legends |
| Тренд-геймер Победитель: - Грег Миллер Номинанты: - TotalBiscuit - Кристофер «MonteCristo» Майклс - Markiplier - PewDiePie                      | Лучшее произведение фанатов Победитель: - Portal Stories: Mel Номинанты: - GTA V — Targets - Real GTA - Twitch Plays Dark Souls |

Источник:

### Почётные награды
| Икона индустрии - Бретт Сперри и Люис Касл (Westwood Studios) |

## Игры с наибольшим количеством номинаций и наград
| Номинаций | Игра                                 |
| --------- | ------------------------------------ |
| 6         | «Ведьмак 3: Дикая Охота»             |
| 4         | Her Story                            |
| 4         | Metal Gear Solid V: The Phantom Pain |
| 4         | Ori and the Blind Forest             |
| 3         | Batman: Arkham Knight                |
| 3         | Bloodborne                           |
| 3         | Fallout 4                            |
| 3         | Halo 5: Guardians                    |
| 3         | Life Is Strange                      |
| 3         | Rocket League                        |
| 3         | Splatoon                             |
| 3         | Undertale                            |
| 2         | Call of Duty: Black Ops III          |
| 2         | Destiny: The Taken King              |
| 2         | Rise of the Tomb Raider              |
| 2         | Super Mario Maker                    |

| Наград | Игра                                 |
| ------ | ------------------------------------ |
| 2      | Her Story                            |
| 2      | Metal Gear Solid V: The Phantom Pain |
| 2      | Rocket League                        |
| 2      | Splatoon                             |
| 2      | «Ведьмак 3: Дикая Охота»             |